# Kanalbrücke

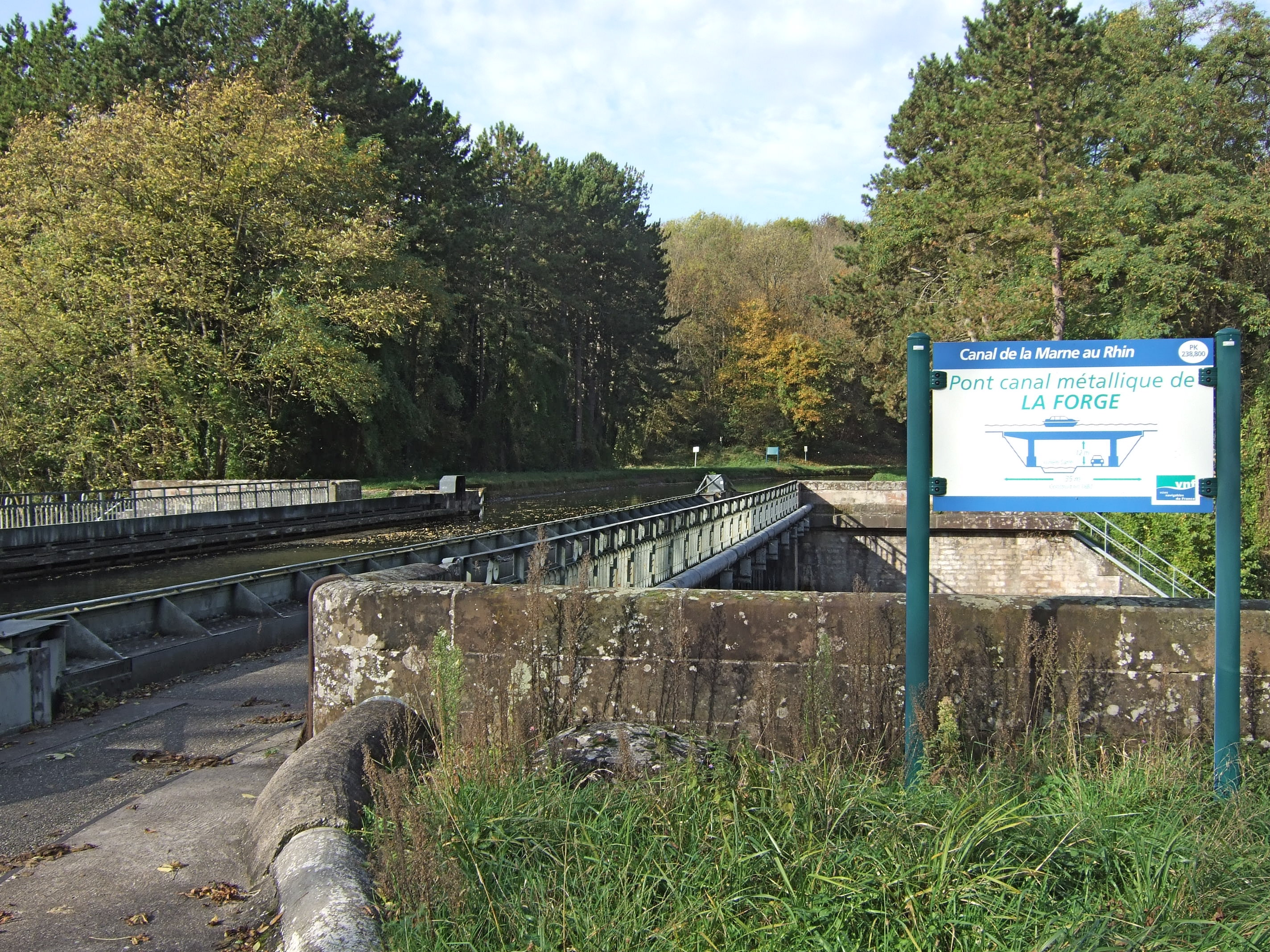
Brücke des Canal de la Marne au Rhin über die Saar

Eine Kanalbrücke ist ein Brückenbauwerk, das dazu dient, einen Kanal über ein anderes, tiefer gelegenes Objekt zu führen.
In Süddeutschland wurden früher Kanalbrücken auch Brückkanal oder Bruckkanal genannt. Im Zuge des Ludwig-Donau-Main-Kanals entstanden ab 1836 mehrere Kanalbrücken.
Bekannte Beispiele in Deutschland sind die Kanalbrücken des Mittellandkanals über die Weser (Wasserstraßenkreuz Minden) und die Elbe (Wasserstraßenkreuz Magdeburg) sowie die Kanalbrücke des Oder-Havel-Kanals über die Eisenbahn Berlin-Pasewalk-Stralsund nördlich von Eberswalde.
Häufig anzutreffen sind Kanalbrücken in Frankreich, wo im 19. Jahrhundert auch in topographisch anspruchsvollem Gelände Kanäle gebaut wurden (z. B. Kanalbrücke Le Guétin). In England führt der Dundas-Aquädukt den Kennet-und-Avon-Kanal über den Bristol Avon. Der Barton Swing Aqueduct aus dem Jahr 1893 im englischen Barton-upon-Irwell ist die weltweit einzige bewegliche Kanalbrücke.
Bis zur Eröffnung der Kanalbrücke Magdeburg im Jahr 1998 waren der 1806 eröffnete Pontcysyllte-Aquädukt (307 m; Wales) und ab 1896 die Kanalbrücke Briare (662,69 m; Frankreich) die längsten Kanalbrücken Europas.
Das 1845 fertiggestellte Allegheny-Aquädukt des Ingenieurs John Augustus Roebling in Pittsburgh (USA) war die erste als Hängebrücke ausgeführte Kanalbrücke.
Weitere Kanalbrücken (Auswahl):
- Kanalbrücke Eberswalde
- Kanalbrücke über die Stever
- Kanalbrücke Alte Fahrt

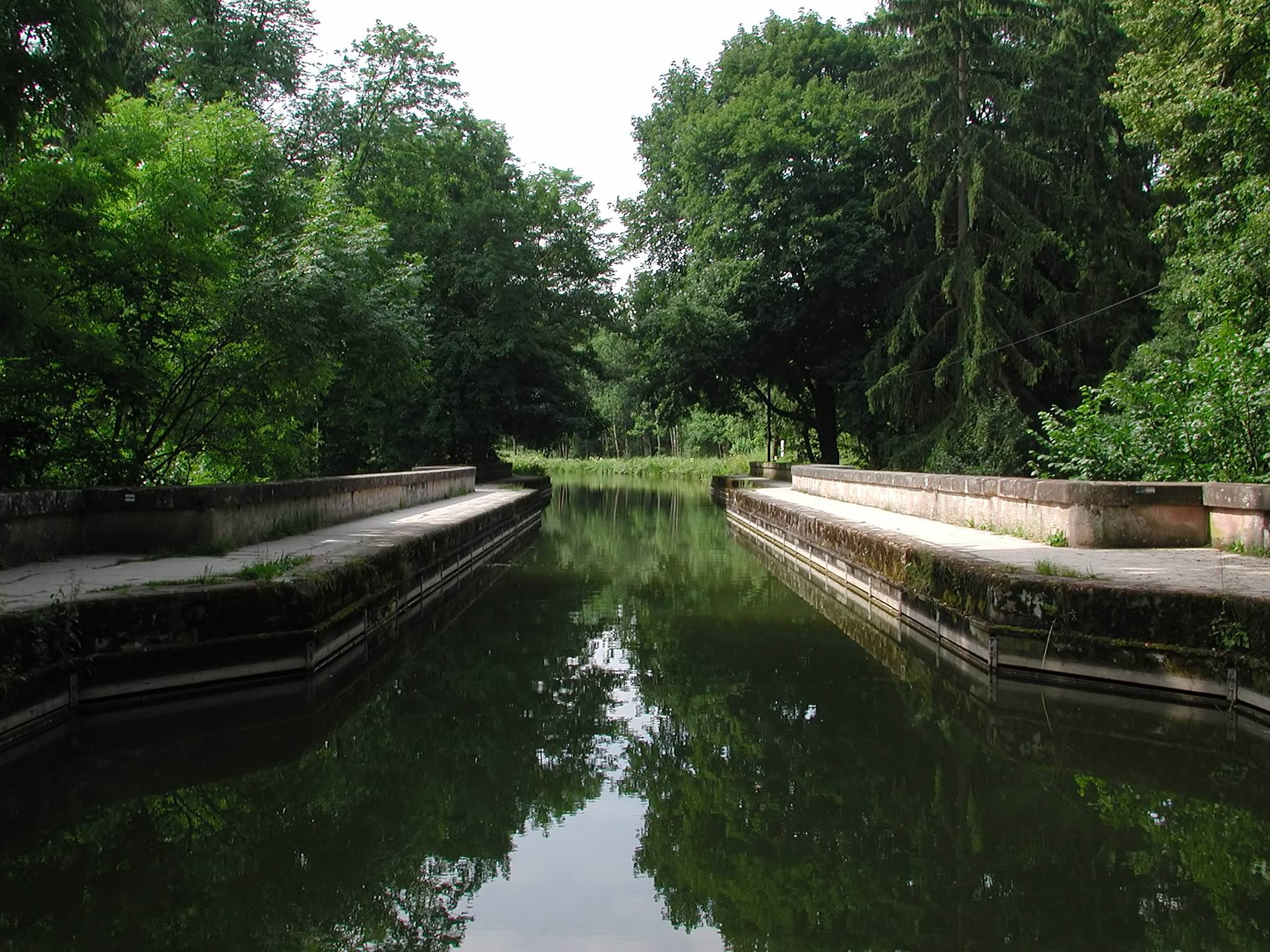
Brückkanal des Ludwig-Donau-Main-Kanals über die Schwarzach
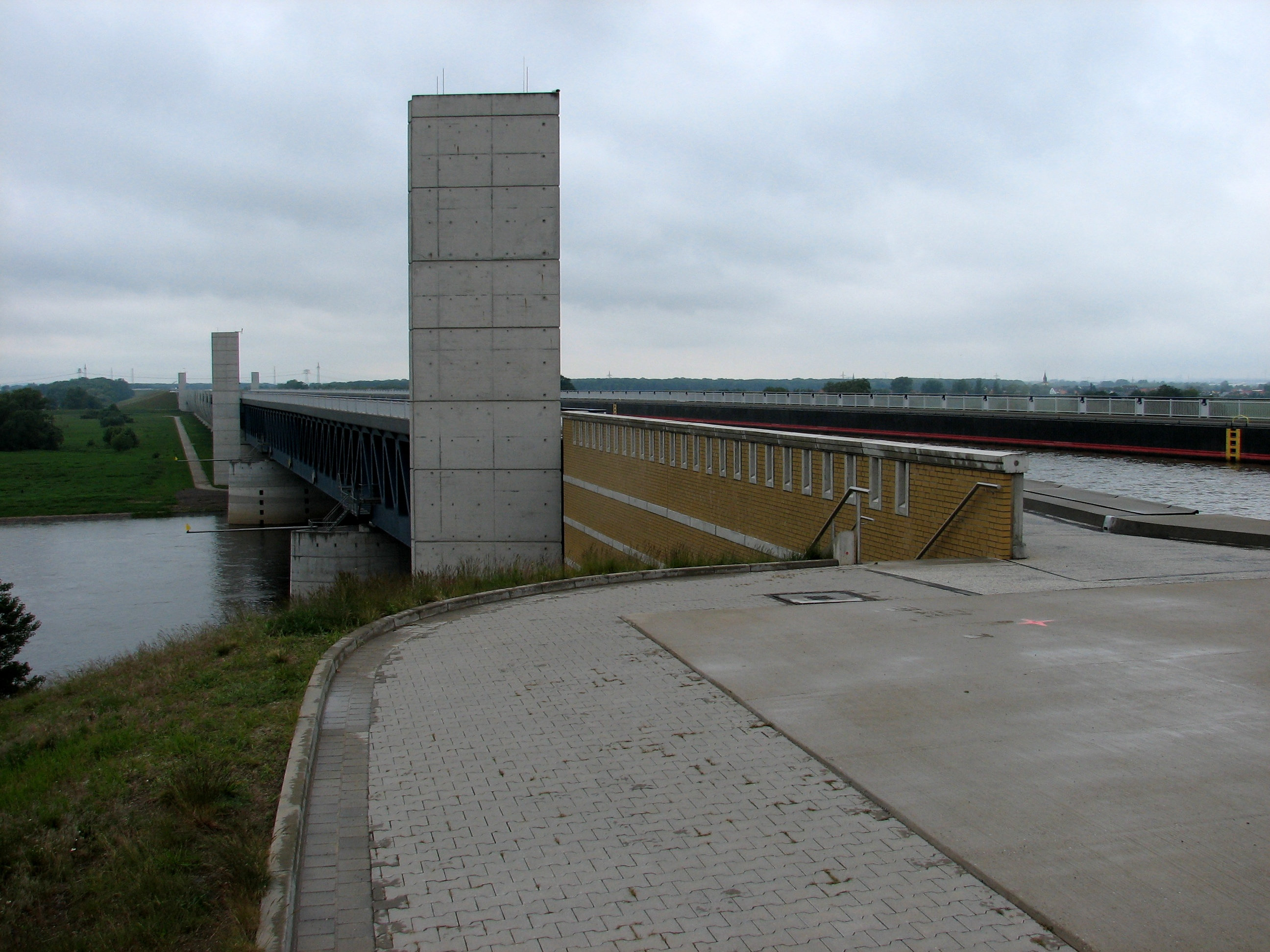
Trogbrücke des Mittellandkanals über die Elbe
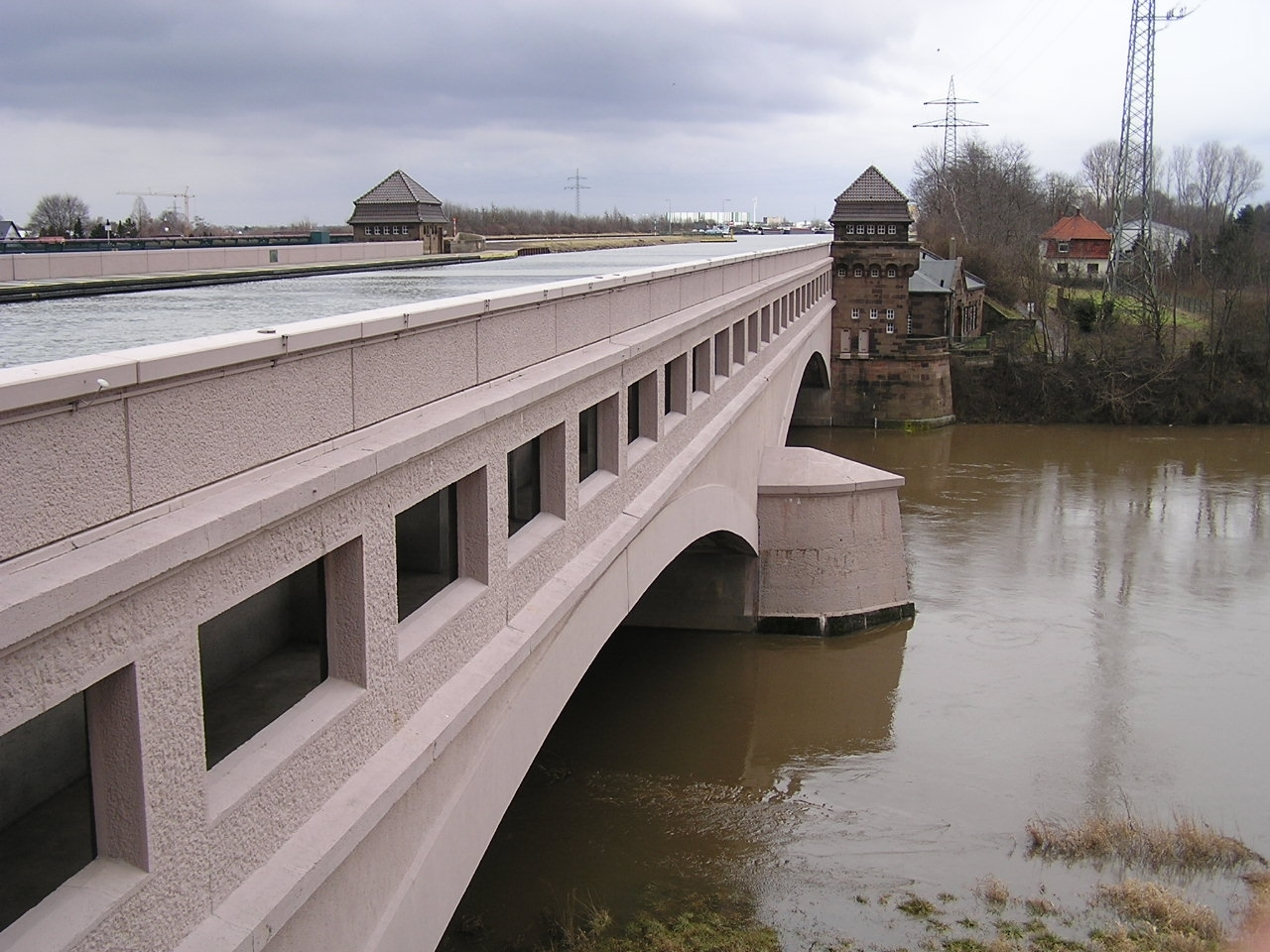
Trogbrücke des Mittellandkanals über die Weser
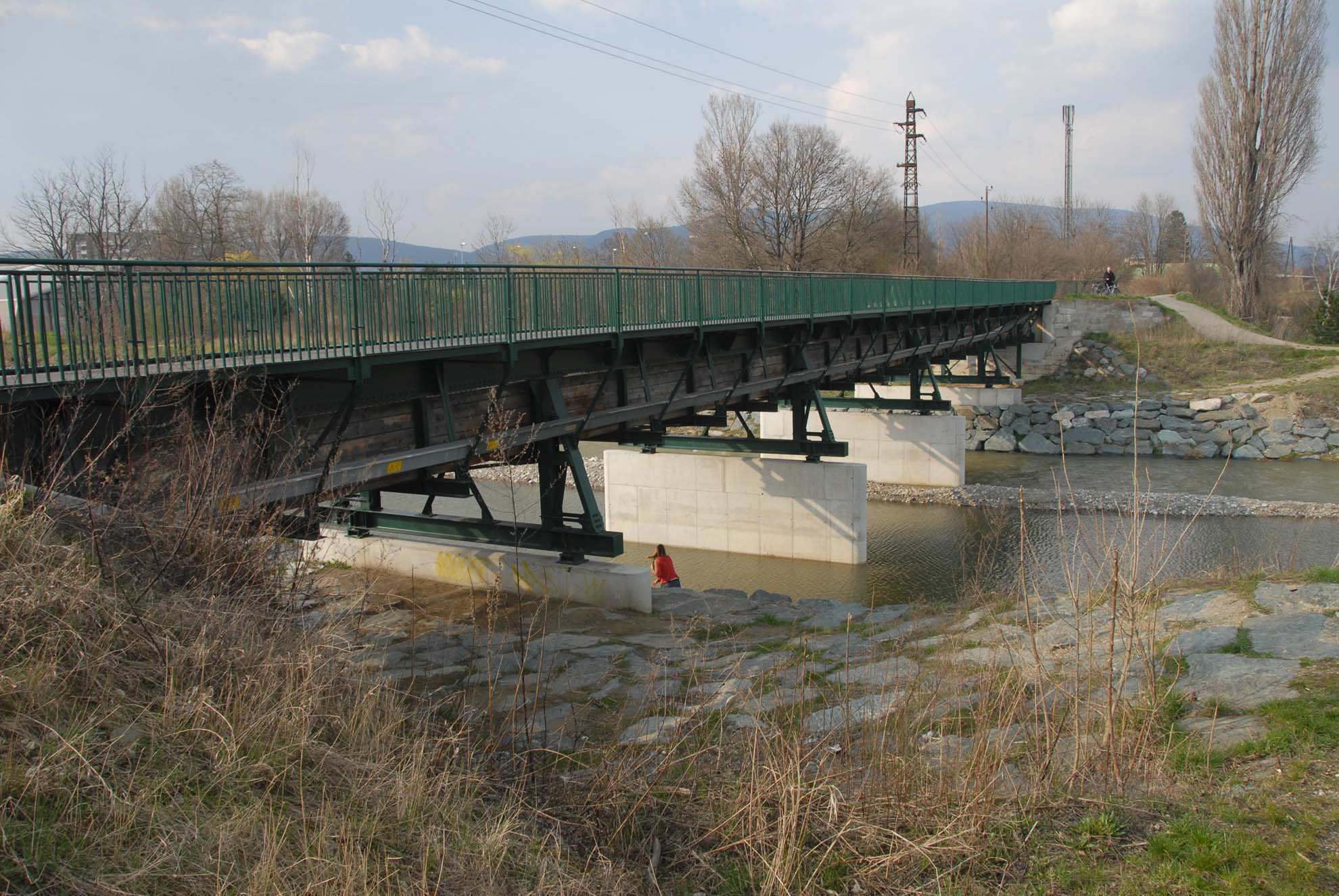
Brücke des Wiener Neustädter Kanals über die Schwechat in Tribuswinkel bei Baden
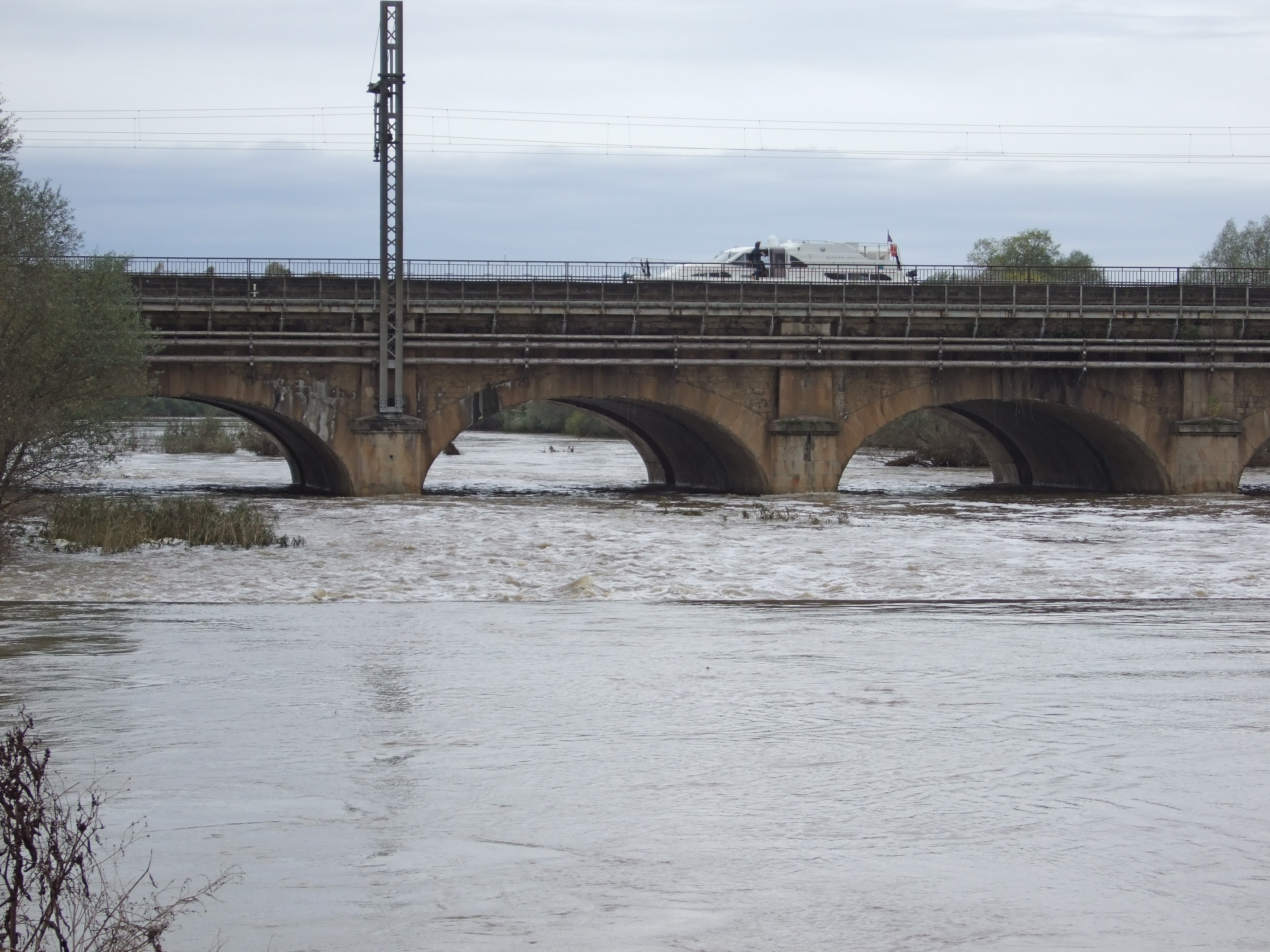
Kombinierte Kanal- und Eisenbahnbrücke über die Meurthe
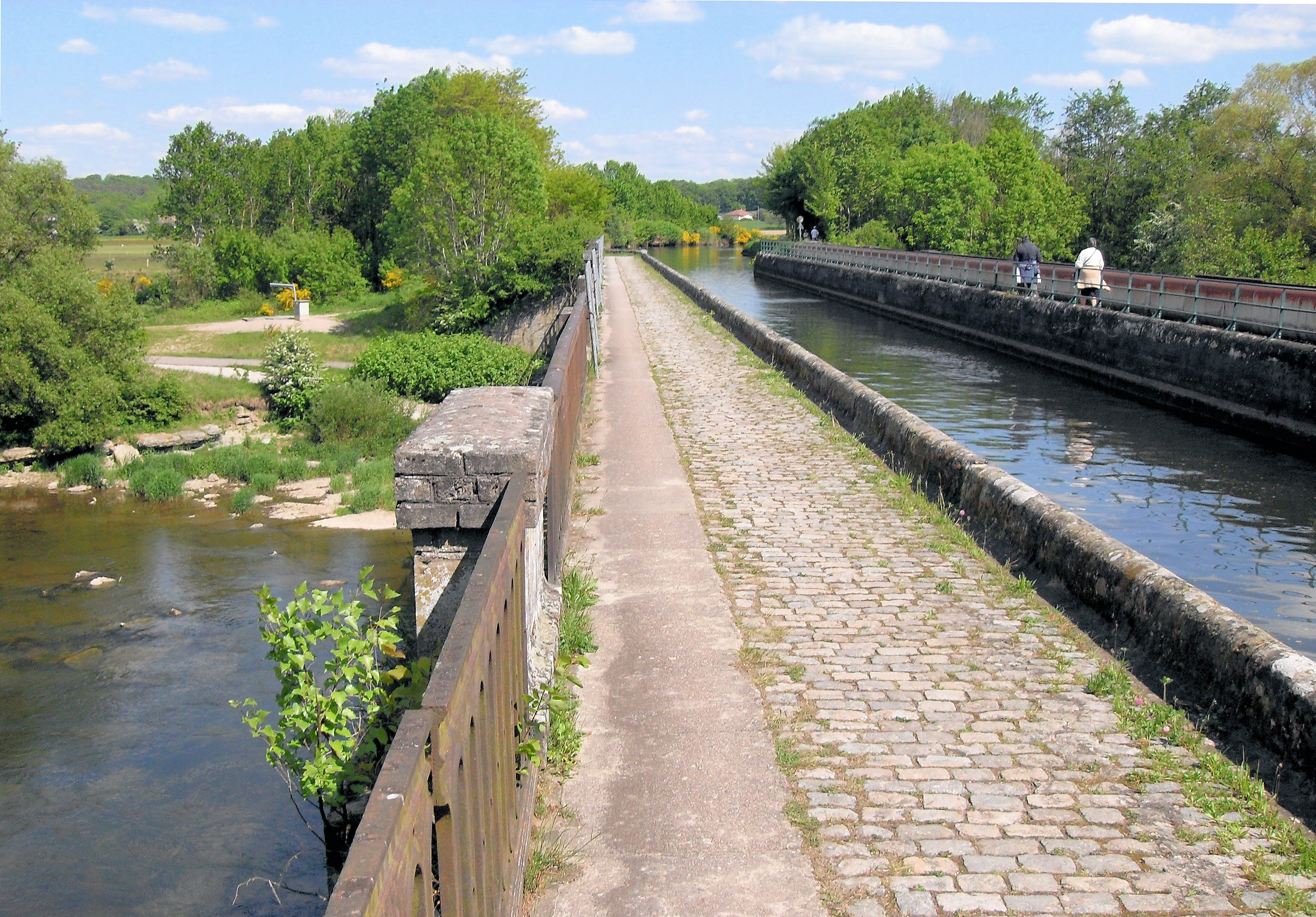
Brücke des Zweigs nach Épinal des Canal des Vosges über die Mosel
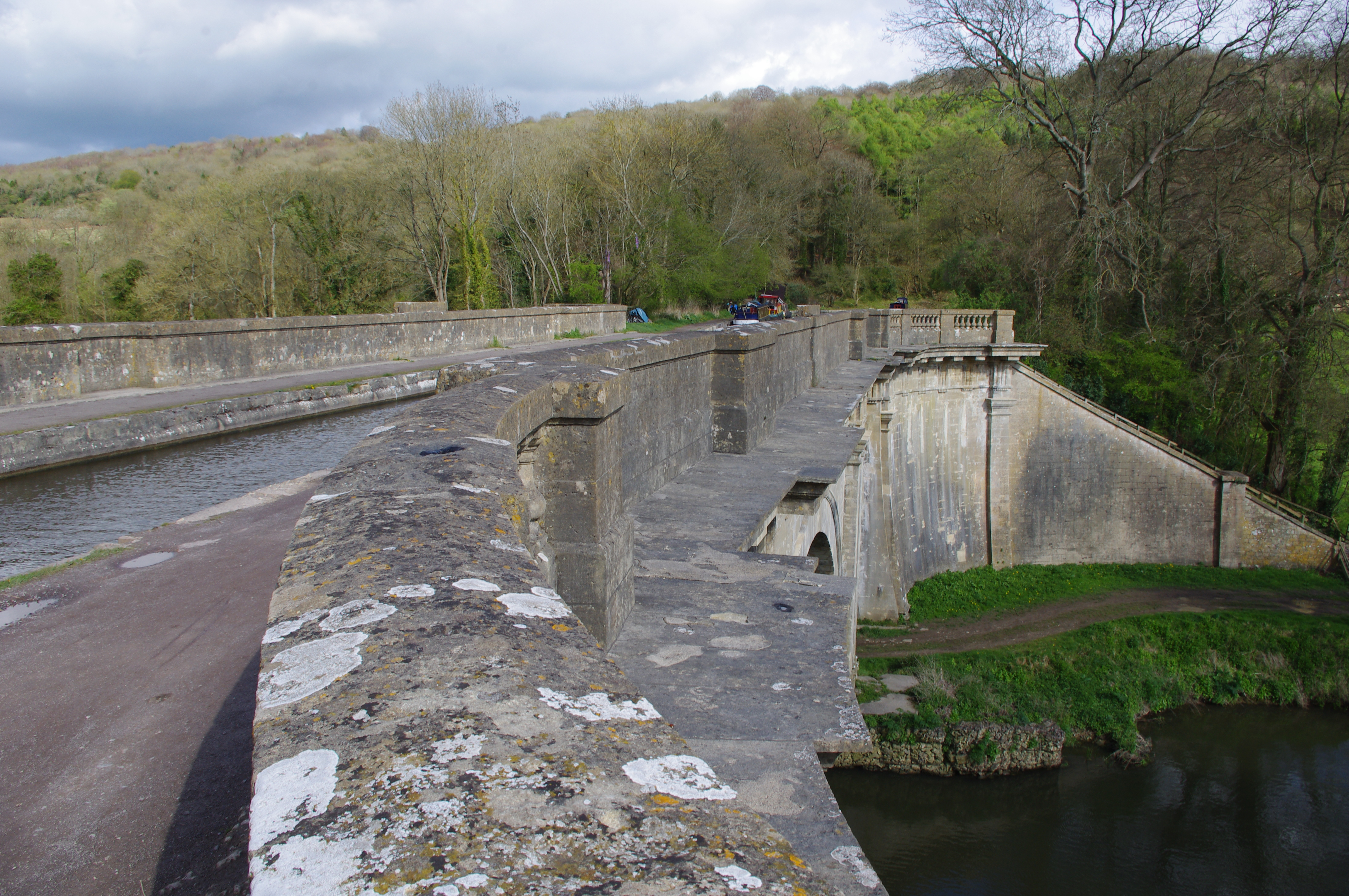
Dundas-Aquädukt
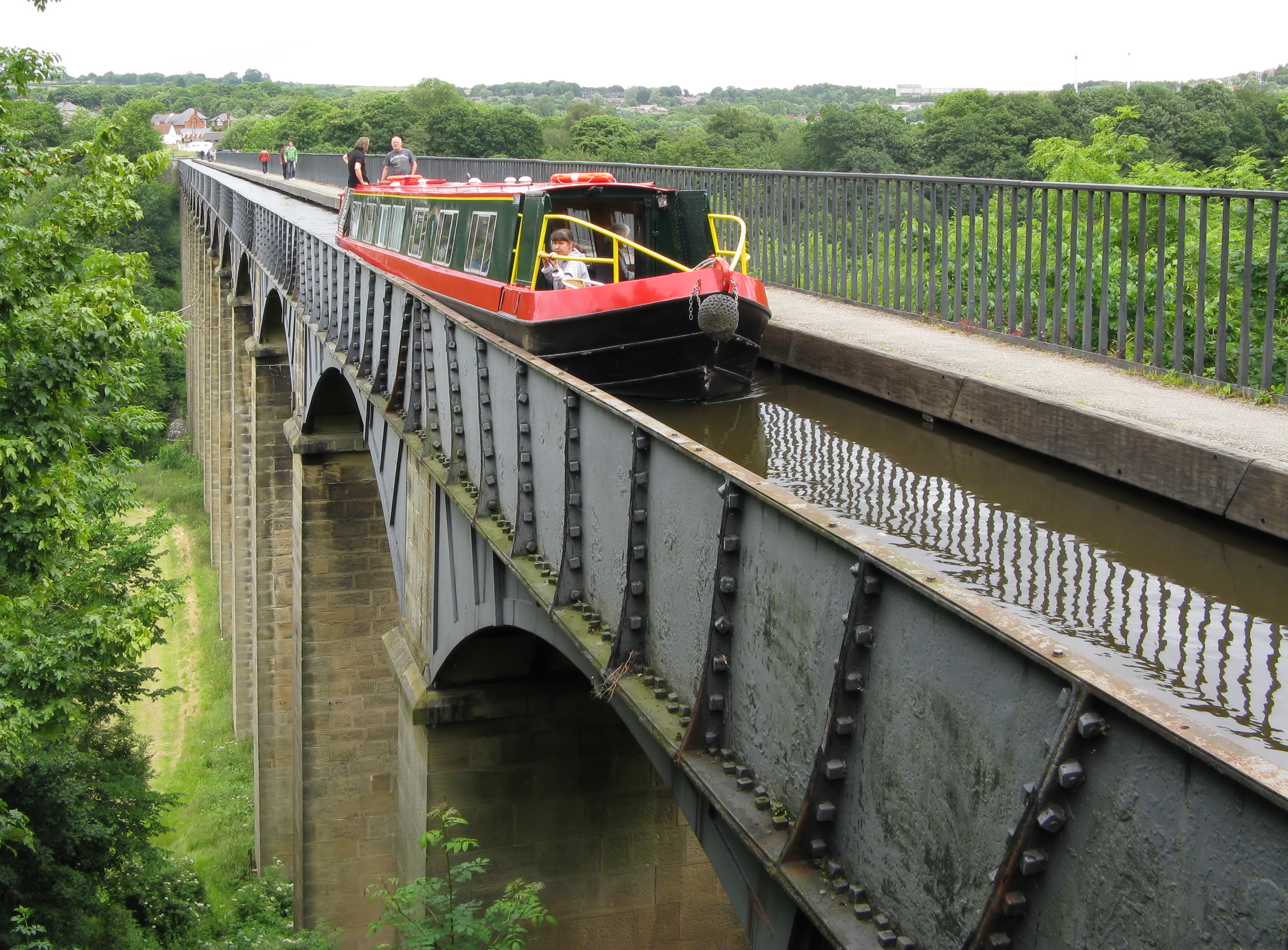
Pontcysyllte-Aquädukt
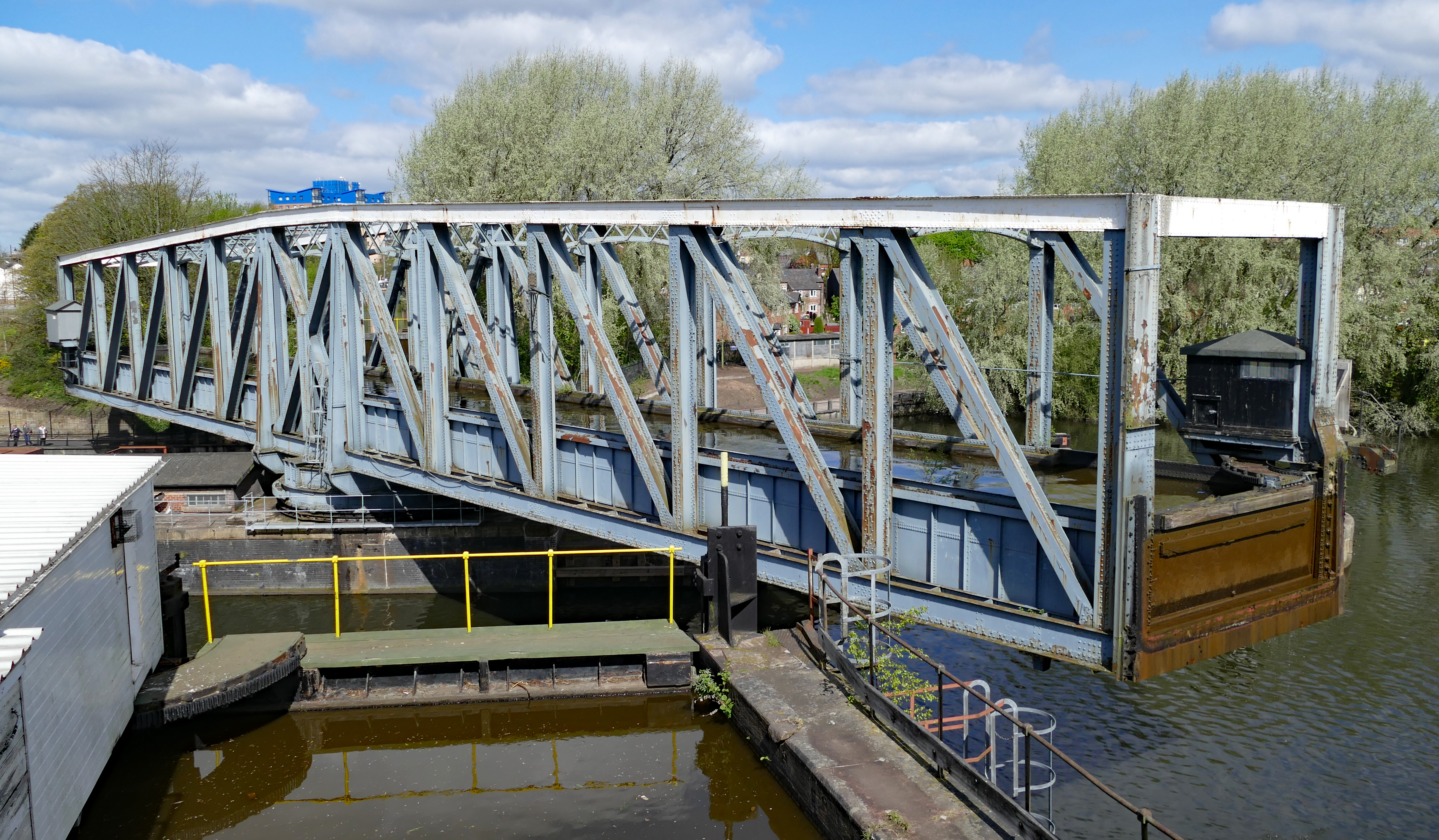
Barton Swing Aqueduct